# Mesochorus rhadinus
Mesochorus rhadinus là một loài tò vò trong họ Ichneumonidae.